# El difunto Christopher Bean
El difunto Christopher Bean (The Late Christopher Bean en su título original en inglés) es una obra de teatro del dramaturgo estadounidense Sidney Howard, estrenada en 1932. El británico Emlyn Williams también hizo una versión de la obra. Ambas son, además una adaptación de la obra Prenez garde à la peinture, del francés René Fauchois.

## Argumento
En una localidad cercana a Boston transcurre la apacible vida del matrimonio Haggett, sus hijas Susan y Ada y la sirvienta Abby, hasta que su existencia se ve interrumpida por la súbita llegada de un desconocido, Maxwell Davenport, que se presenta como amigo del fallecido Christopher Bean, un pintor que vivía con la familia Haggett. El recién llegado pronto se interesa por la obra pictórica del difunto que permanece en la casa, alegando motivos sentimentales. La verdad resulta que Bean llegó a convertirse en un célebre pintor. Pronto entran en liza por los cuadros sendos comerciantes de arte: Un tal Rosen y el verdadero Maxwell Davenport.

## Representaciones destacadas
- Ford's Opera House, Baltimore, 24 de octubre de 1932. Estreno.
  - Intérpretes: Walter Connolly (Dr. Haggett), Adelaide Bean (Susan Haggett), Pauline Lord (Abby), Beulah Bondi (Mrs. Haggett), Katherine Hirsch (Ada Haggett), William Lawson (Warren Creamer), George Coulouris (Tallant), Ernest Lawford (Davenport).

- Beckett Theater, Broadway, Nueva York, 2009.[3]
  - Intérpretes: James Murtaugh (Haggett), Cynthia Darlow (Mrs. Haggett), Mary Bacon (Abby), Greg McFadden (Tallant), Greg McFadden (Maxwell Davenport), Kate Middleton (Ada), Jessiee Datino (Susan).

- Televisión, Estudio 1, TVE, 1980.
  - Intépretes: Pablo Sanz, Glòria Roig, Blanca Sendino, Ivonne Sentis, Vicky Peña, Carlos Lucena.